# Gaujac, Lot-et-Garonne
Gaujac är en kommun i departementet Lot-et-Garonne i regionen Nouvelle-Aquitaine i sydvästra Frankrike. Kommunen ligger i kantonen Meilhan-sur-Garonne som tillhör arrondissementet Marmande. År 2022 hade Gaujac 241 invånare.

## Befolkningsutveckling
Antalet invånare i kommunen Gaujac
| Referens: INSEE |